# Gostynin (stad)
Gostynin is een stad in het Poolse woiwodschap Mazovië, gelegen in de powiat Gostyniński. De oppervlakte bedraagt 32,31 km², het inwonertal 19.414 (2005).